# Qobād-e Shīān
Qobād-e Shīān (persiska: قبادشیان, Qobād) är en ort i Iran.   Den ligger i provinsen Kermanshah, i den västra delen av landet, 500 km väster om huvudstaden Teheran. Qobād-e Shīān ligger 1 370 meter över havet och antalet invånare är 515.
Terrängen runt Qobād-e Shīān är platt österut, men västerut är den kuperad.Runt Qobād-e Shīān är det ganska tätbefolkat, med 60 invånare per kvadratkilometer. Närmaste större samhälle är Eslāmābād-e Gharb, 18,5 km väster om Qobād-e Shīān. Trakten runt Qobād-e Shīān består till största delen av jordbruksmark.